# Romano di Lombardia
Romano di Lombardia – miejscowość i gmina we Włoszech, w regionie Lombardia, w prowincji Bergamo.
Według danych na styczeń 2009 gminę zamieszkiwały 18 622 osoby przy gęstości zaludnienia 1035 os./1 km².